# Parahyalopeza multipunctata
Parahyalopeza multipunctata är en tvåvingeart som beskrevs av Albany Hancock och Drew 2003. Parahyalopeza multipunctata ingår i släktet Parahyalopeza och familjen borrflugor. Inga underarter finns listade i Catalogue of Life.